# Brucea guineensis
Brucea guineensis là một loài thực vật có hoa trong họ Thanh thất. Loài này được George Don mô tả khoa học đầu tiên năm 1831.